# Jendyer
Userkara Nimaatra Jendyer, o Jendyer, fue un faraón de la dinastía XIII de Egipto, que reinó de c. 1719 a 1713 a. C.
Según el Canon Real de Turín figura como User...ra Jendyer, en el registro VI,20. Se estima que gobernó durante un período de cuatro a seis años, hacia principios del siglo XVIII a. C.
Su nombre de Horus fue Hor Dyed jeperu, "Horus, de estables transformaciones", su nombre de Nebty "las dos Señoras, de estables generaciones"; su nombre de Hor-Nub quería decir "el gran halcón" (y algo más, ilegible); su nombre de Trono fue Userkara "fuerte es el espíritu de Ra", y también Nimaatra, "lo que pertenece al Maat es Ra"; su nombre de Nacimiento fue Jendyer. En las listas reales aparece como Userkara Jendyer.

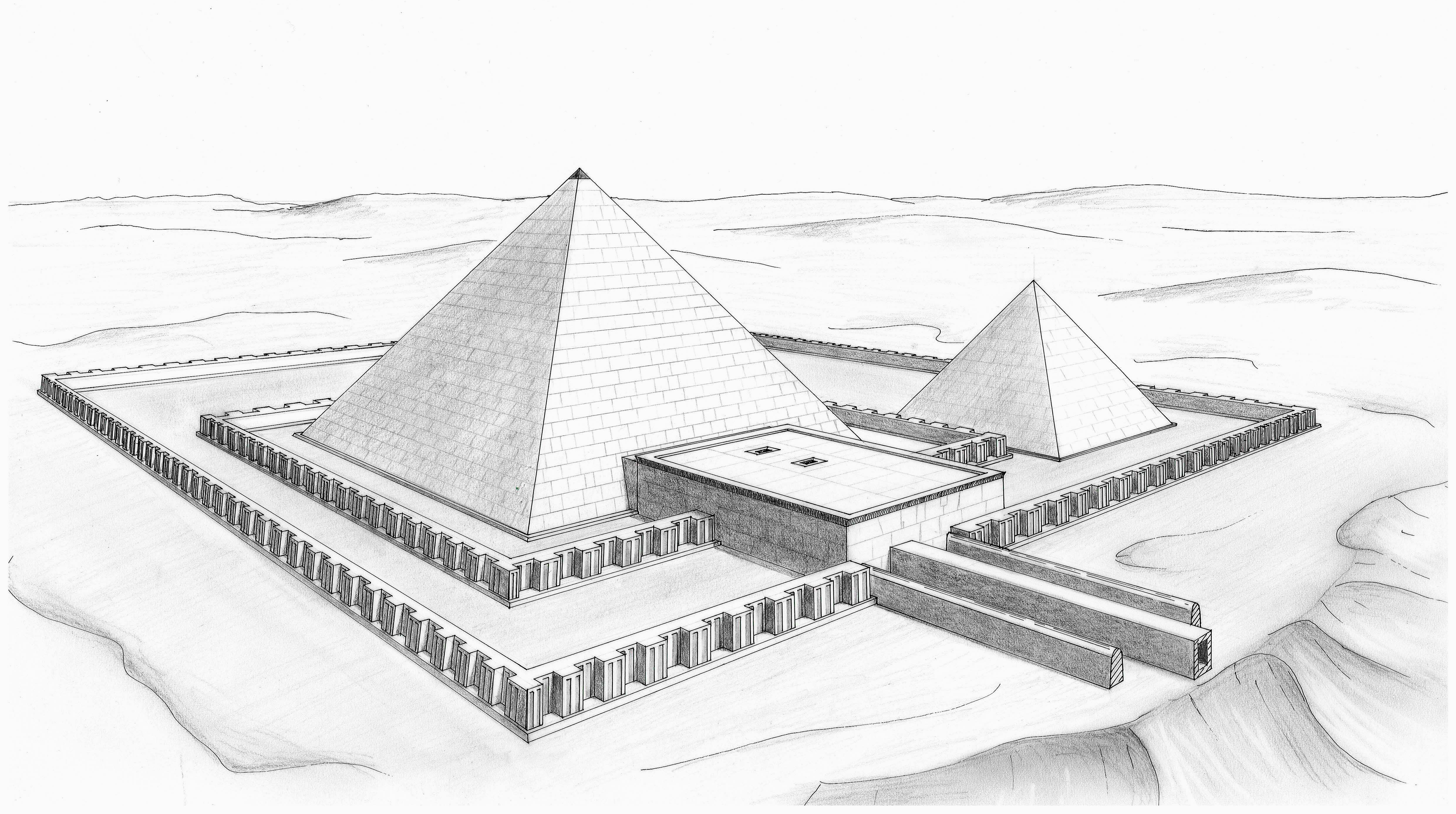
Dibujo del complejo funerario, inacabado, de Jendyer, situado en Saqqara.

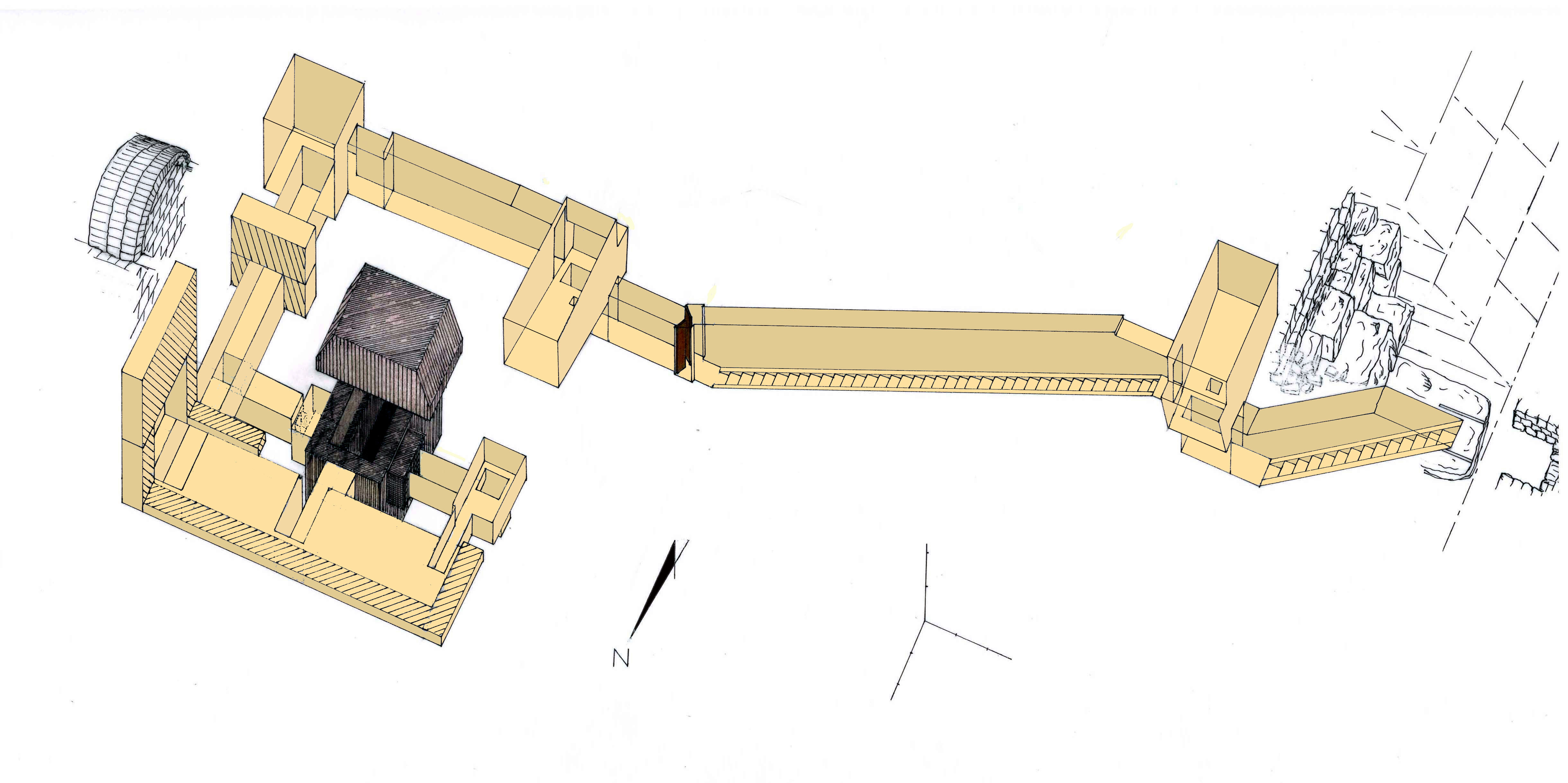
Dibujo de los pasajes subterráneos de la pirámide de Jendyer.

## Construcciones de su época
Su complejo funerario se descubrió en Saqqara Sur, en 1929, fue identificado en 1931, y excavado por G. Jequier. Está cercado por dos murallas, la exterior de adobe y la interior de piedra, que probablemente sustituyó a una muralla de adobe. Estos muros tenían los bajorrelieves habituales con escenas de ofrendas, de los que quedan algunos rastros. 
El templo funerario estaba en el este, junto a la pirámide. Algunos restos de columnas llevan su nombre. En la parte norte había una capilla.
La pirámide, cuya base era de 52 metros, tenía originalmente 37 m de altura, pero fue utilizada posteriormente de cantera para reutilizar la piedra, por lo que en la actualidad apenas se eleva unos metros; estaba coronada por un piramidión de granito negro decorado con escenas del rey ofreciendo a varios dioses que fue encontrado cerca de la estructura. Dentro de la pirámide había una serie de pasajes con un complejo sistema de bloques que sellaban la cámara, que fue tallada en un solo bloque de cuarcita de sesenta toneladas. La entrada estaba en la cara oeste, con un corredor ascendente, de 39 escalones, conteniendo dos bloques de piedra, sellándolo, antes de llegar a la cámara funeraria. 
Al noroeste había una pirámide subsidiaria de dimensiones reducidas, probablemente para la reina, y dentro del área algunas tumbas de pozo, posiblemente de la familia real. Al parecer, el complejo no se acabó. Un sarcófago en la pirámide de la reina indica que gobernó como mínimo durante cuatro años.

## Testimonios de su época
Jendyer es conocido, principalmente, por su complejo funerario, en Saqqara, el lugar de su sepultura, con una pirámide, rodeado de muro exterior e interno. El complejo contiene también un templo funerario, una capilla y la pirámide de la reina, al norte.
Algunos datos del faraón Jendyer están registrados en dos papiros, el de Brooklyn y el Bulak-18. 
Se conocen también varios objetos inscritos con su nombre:
- Un fragmento de vaso canopo encontrado en Saqqara, con el nombre parcial de su esposa, Seneb... ("Sonbhenas" según Ryholt).
- Una estela que registra los trabajos de construcción ordenados por el rey en el templo de Osiris en Abidos, donde se nombra al visir Anju.
- Una estela proporcionando el nombre del hijo de rey Jedyer, que estaba en Liverpool, destruida durante la Segunda Guerra Mundial.

Otros objetos con su nombre, según Ryholt, son: 
- Tres sellos cilíndricos, de Atribis
- Un fragmento encontrado cerca de El Lisht
- Varios escarabeos y una hoja de hacha.

## Titulatura
| Titulatura | Jeroglífico | Transliteración (transcripción) - traducción - (referencias) |

| G5 |

| G5 |

| R11 | R11 | L1 | G43 |

| R11 | R11 | L1 | G43 |

| R11 | R11 | L1 | G43 |

| R11 | R11 | L1 | G43 |

| G5 |

| G5 |

| R11 | R11 | L1 | G43 |

| R11 | R11 | L1 | G43 |

| R11 | R11 | L1 | G43 |

| R11 | R11 | L1 | G43 |

| G16 |

| G16 |

| R11 | F31 | G43 | Z3 |

| R11 | F31 | G43 | Z3 |

| G16 |

| G16 |

| R11 | F31 | G43 | Z3 |

| R11 | F31 | G43 | Z3 |

| G8 |

| G8 |

| G5 | O29V |

| G5 | O29V |

| G8 |

| G8 |

| G5 | O29V |

| G5 | O29V |

| N5 | F12 | s | D28 |

| N5 | F12 | s | D28 |

| N5 | F12 | s | D28 |

| N5 | F12 | s | D28 |

| N5 | F12 | s | D28 |

| N5 | F12 | s | D28 |

| N5 | F12 | s | D28 |

| N5 | F12 | s | D28 |

| N5 | F12 | s | D28 |

| N5 | F12 | s | D28 |

| N5 | F12 | s | D28 |

| N5 | F12 | s | D28 |

| N5 | F12 | s | D28 |

| N5 | F12 | s | D28 |

| N5 | F12 | s | D28 |

| N5 | F12 | s | D28 |

| N5 | n · U5 | D36 · n | t |

| N5 | n · U5 | D36 · n | t |

| N5 | n · U5 | D36 · n | t |

| N5 | n · U5 | D36 · n | t |

| N5 | n · U5 | D36 · n | t |

| N5 | n · U5 | D36 · n | t |

| N5 | n · U5 | D36 · n | t |

| N5 | n · U5 | D36 · n | t |

| N5 | n · U5 | D36 · n | t |

| N5 | n · U5 | D36 · n | t |

| N5 | n · U5 | D36 · n | t |

| N5 | n · U5 | D36 · n | t |

| N5 | n · U5 | D36 · n | t |

| N5 | n · U5 | D36 · n | t |

| N5 | n · U5 | D36 · n | t |

| N5 | n · U5 | D36 · n | t |

| N5 | F12 | s | D40 · r | D28 · Z1 | Aa1 · n | M36 · r |

| N5 | F12 | s | D40 · r | D28 · Z1 | Aa1 · n | M36 · r |

| N5 | F12 | s | D40 · r | D28 · Z1 | Aa1 · n | M36 · r |

| N5 | F12 | s | D40 · r | D28 · Z1 | Aa1 · n | M36 · r |

| N5 | F12 | s | D40 · r | D28 · Z1 | Aa1 · n | M36 · r |

| N5 | F12 | s | D40 · r | D28 · Z1 | Aa1 · n | M36 · r |

| N5 | F12 | s | D40 · r | D28 · Z1 | Aa1 · n | M36 · r |

| N5 | F12 | s | D40 · r | D28 · Z1 | Aa1 · n | M36 · r |

| N5 | F12 | s | D40 · r | D28 · Z1 | Aa1 · n | M36 · r |

| N5 | F12 | s | D40 · r | D28 · Z1 | Aa1 · n | M36 · r |

| N5 | F12 | s | D40 · r | D28 · Z1 | Aa1 · n | M36 · r |

| N5 | F12 | s | D40 · r | D28 · Z1 | Aa1 · n | M36 · r |

| N5 | F12 | s | D40 · r | D28 · Z1 | Aa1 · n | M36 · r |

| N5 | F12 | s | D40 · r | D28 · Z1 | Aa1 · n | M36 · r |

| N5 | F12 | s | D40 · r | D28 · Z1 | Aa1 · n | M36 · r |

| N5 | F12 | s | D40 · r | D28 · Z1 | Aa1 · n | M36 · r |

| Aa1 · n | M36 · r |

| Aa1 · n | M36 · r |

| Aa1 · n | M36 · r |

| Aa1 · n | M36 · r |

| Aa1 · n | M36 · r |

| Aa1 · n | M36 · r |

| Aa1 · n | M36 · r |

| Aa1 · n | M36 · r |

| Aa1 · n | M36 · r |

| Aa1 · n | M36 · r |

| Aa1 · n | M36 · r |

| Aa1 · n | M36 · r |

| Aa1 · n | M36 · r |

| Aa1 · n | M36 · r |

| Aa1 · n | M36 · r |

| Aa1 · n | M36 · r |